# Жантас
Жанта́с (каз. Жантас) — село у складі Уланського району Східноказахстанської області Казахстану. Входить до складу Таргинського сільського округу.
Населення — 136 осіб (2021; 173 у 2009, 250 у 1999, 254 у 1989).
Національний склад станом на 1989 рік:
- казахи — 100 %

Станом на 1989 рік село називалось Жанатас, у радянські часи мало також назву Ленінка.